# Squirmida

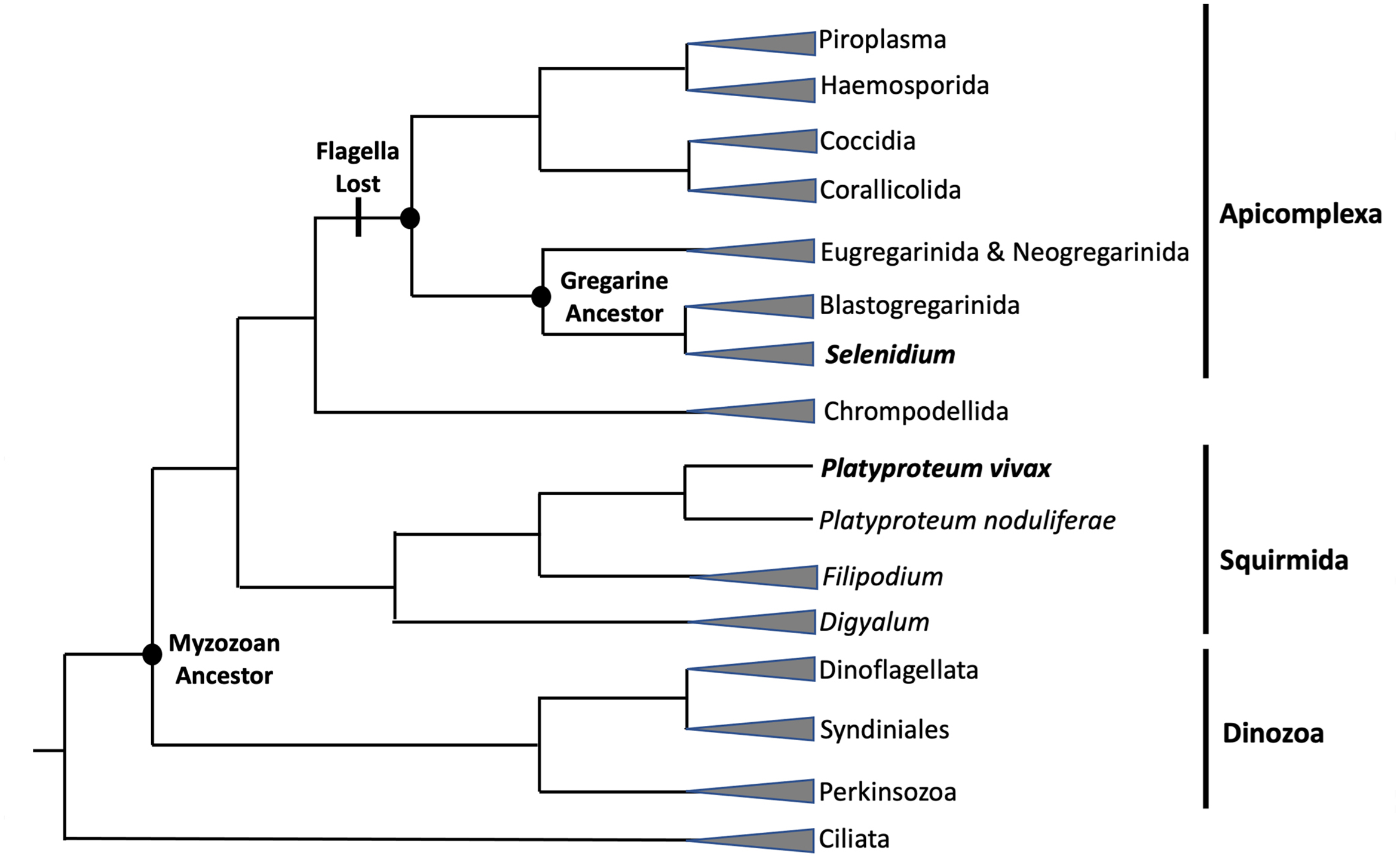
Phylogenie der Myzozoa mit Wimpertierchen (Ciliata) als Außengruppe. Die Squirmida verzweigen getrennt von den Gregarinen und bilden die Schwestergruppe zur Klade aus Apicomplexa und Chrompodellida. Der Vorfahre der Myzozoa war vermutlich ein biflagellater, myzozytotischer Räuber; Parasitismus entwickelte sich bei den Myzozoa mehrfach unabhängig voneinander; dabei gingen die Geißeln beim jüngsten Vorfahren der Apicomplexa verloren.

Squirmida ist ein Taxon von Einzellern innerhalb der Alveolata. In Taxonomien der Protisten mit Rangstufen haben die Squirmida den Rang einer Ordnung und sind die einzige Ordnung in der Klasse Squirmidea.
Zu den Squirmida werden drei Gattungen klassifiziert (Stand Januar 2025): Filipodium, Platyproteum und Digyalum, die früher der Gregarinen-Familie Selenidiidae innerhalb der parasitischen Apicomplexa zugeordnet waren.
Die Squirmida (und Squirmidea) wurden 2014 vom Protistologen Thomas Cavalier-Smith nach phylogenetischen Untersuchungen zunächst für die beiden Gattungen Filipodium und Platyproteum eingerichtet. Da frühere Maximum-Likelihood-Bäume zu keinen befriedigenden Ergebnissen geführt hatten, wurde jetzt mit einem neuen Modell, das ungleichmäßigsten Raten der rDNA-Evolution in standortheterogenen rDNA-Bäumen umfasste, 122 Gregarinen (nach damaliger Taxonomie) und 452 Außengruppen erfasst. Dabei zeigte sich, dass die damalige große Gruppe der Gregarinen polyphyletisch war, was neben anderen Verschiebungen zunächst zur Ausgliederung der beiden Gattungen in die neue Ordnung Squirmida führte.
Weitere Untersuchungen von Jan Janouškovec et al. zeigten 2019, dass auch die verbleibenden Apicomplexa noch polyphyletisch waren und führten u. a. zur Ausgliederung der Gattung Digyalum (Filipodium und Platyproteum  wurden hier nicht erfasst).
Inzwischen (Stand Februar 2024) wurde diese Gattung ebenfalls den Squirmida zugeordnet.

## Systematik
Die Systematik der Squirmida ist daher wie folgt (Stand Februar 2024 bis Januar 2025):
Klasse Squirmidea Cavalier-Smith, 2014
- Ordnung Squirmida Cavalier-Smith, 2014[1]
  - ohne Familienzuweisung
    - Gattung Digyalum Kooura, Grahame, Owen & Kamel, 1990/1993[4][5]
      - Spezies Digyalum oweni Koura et al., 1990/1993[4][5][6] mit Stämmen WS1, WS2 und WS3[3]

  - Familie Filipodiidae Cavalier-Smith, 2014[1]
    - Gattung Filipodium Hukui 1939[7][8]
      - Spezies Filipodium aspidosiphoni Tuzet & Ormières 1965
      - Spezies Filipodium ozakai Hukui 1939 (Typusart)
      - Spezies Filipodium phascolosomae Rueckert & Leander 2009[9]

  - Familie Platyproteidae Cavalier-Smith, 2014[1][9]
    - Gattung Platyproteum Rueckert & Leander 2009[9][10]
      - Spezies Platyproteum vivax (Gunderson & Small 1986) Rueckert & Leander 2009[2] [Selenidium vivax Gunderson & Small, 1986] (Typusart)
      - Spezies Platyproteum noduliferae Yokouchi, Iritani, Lim, Phua, Horiguchi & Wakeman, 2021[2] [Platyproteum sp. 1 KY-2021]

## Filipodium
Filipodium ist eine Gattung von mikroeukaryotischer Parasiten, die 1939 von Tosito Hukui erstbeschrieben wurde.
Die Gattung wurde zunächst innerhalb der Gruppe der Gregarinen (Apicomplexa) in die Familie Lecudinidae gestellt.
Sie wurde später in die Gregarinen-Familie Selenidiidae überführt, als sich ihre verwandtschaftliche Nähe zu Platyproteum vivax herausstellte, denn sie bildeten eine englisch squirmids genannte Klade, die in Maximum-Likelihood-Bäumen schwach mit Selenidium terebellae gruppiert war (Rueckert und Leander 2009).
Diese Klade mit beiden Gattungen wurden dann 2014 von Cavalier-Smith in die neu eingerichtete Gruppe (Ordnung) Squirmida außerhalb der Apicomplexa ausgelagert.
Die Typusart der Gattung ist Filipodium ozakai, ihr Wirt ist der Spritzwurm Siphonosom – alle Arten dieser Gattung befallen wirbellose Meerestiere.

### Beschreibung
Das Mucron ist breit und trichterförmig mit Papillen am Rand. Die Gamonten sind länglich, längsgestreift und haben viele abstehende Filamente, die unter der Pellicula hervortreten. Die Gametozysten (Zystenstadium der Gameten) haben zahlreiche Oozysten.
Die Gameten sind unterschiedlich; aber wie die weiblichen haben auch die männlichen Gameten haben keine Geißel.
Die Oozysten sind ellipsoidisch oder eiförmig und haben 8 Sporozoiten.

### Lebenszyklus
Die Typusart infiziert die Sipunculida (Spritzwürmer). Der Parasit infiziert den Magen-Darm-Trakt des Wirts und wird vermutlich über den orofäkalen Weg (durch mit der Mundöffnung des Wurms aufgenommene Fäkalien der Artgenossen) übertragen, aber die Einzelheiten dieses Mechanismus sind derzeit noch unbekannt.

## Platyproteum
Platyproteum ist eine Gattung parasitischer Alveolata aus der Verwandtschaft der Apicomplexa (d. h. der Myzozoa).
Die Gattung wurde 2009 von Sonja Rueckert und Brian Leander erstbeschrieben.
Die Typusart aus der Erstbeschreibung ist Platyproteum vivax, ihr Wirt der Spritzwurm Phascolosoma agassizii. Diese Art war in ihrer Erstbeschreibung von Gunderson & Small 1986 der Gregarinen-Gattung Selenidium zugeordnet worden, aber dann 2009 durch Rueckert und Leander in die neue Gattung Platyproteum ausgegliedert.
Es besteht eine verwandtschaftliche Nähe zu Filipodium phascolosomae, die beiden Gattungen bilden eine zunächst englisch squirmids genannte Klade innerhalb der Gregarinen-Familie Selenidiidae, die 2014 von Cavalier-Smith zur Ordnung Squirmida (außerhalb, aber in verwandtschaftlicher Nähe der Apicomplexa) erklärt wurde.
Die Arten dieser Gattung sind bandförmige Parasiten, die wirbellose Meerestiere infizieren.

### Lebenszyklus
Der Parasit infiziert den Magen-Darm-Trakt des Wirts und wird vermutlich wie bei der Gattung Filipodium über den orofäkalen Weg übertragen, aber auch hier sind die Einzelheiten dieses Mechanismus derzeit noch unbekannt.

### Bildergalerie

Platyproteum vivax
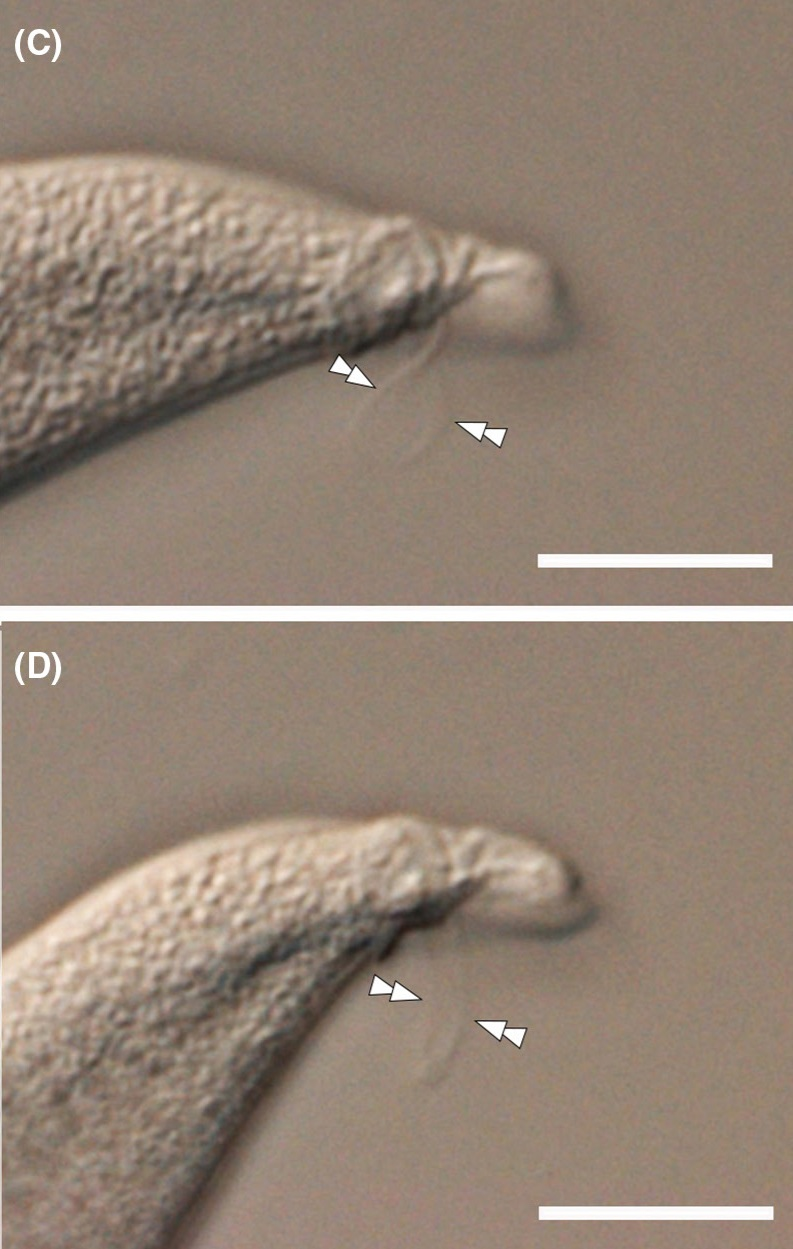
DIC-Aufnahmen lebender Trophozoiten. Vorderende einer Zelle mit zwei kurzen Geißeln (Doppelpfeile). Balken: 10 µm.
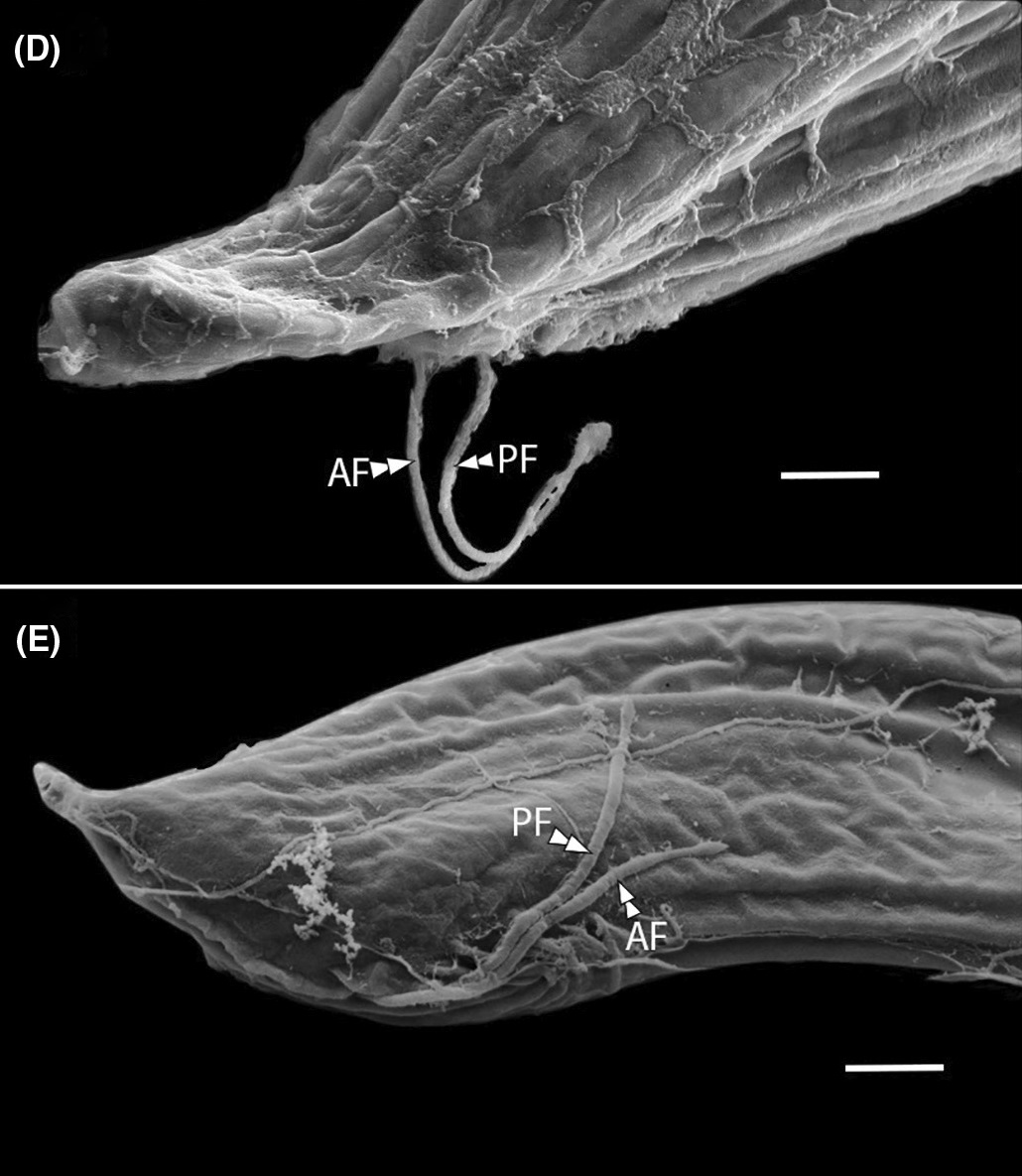
REM-Aufnahmen des „Vorderen Apparats“ (englisch anterior apparatus)[A. 1] mit vorderer und hinterer Geißel (Af respektive PF). Balken: 2 µm.
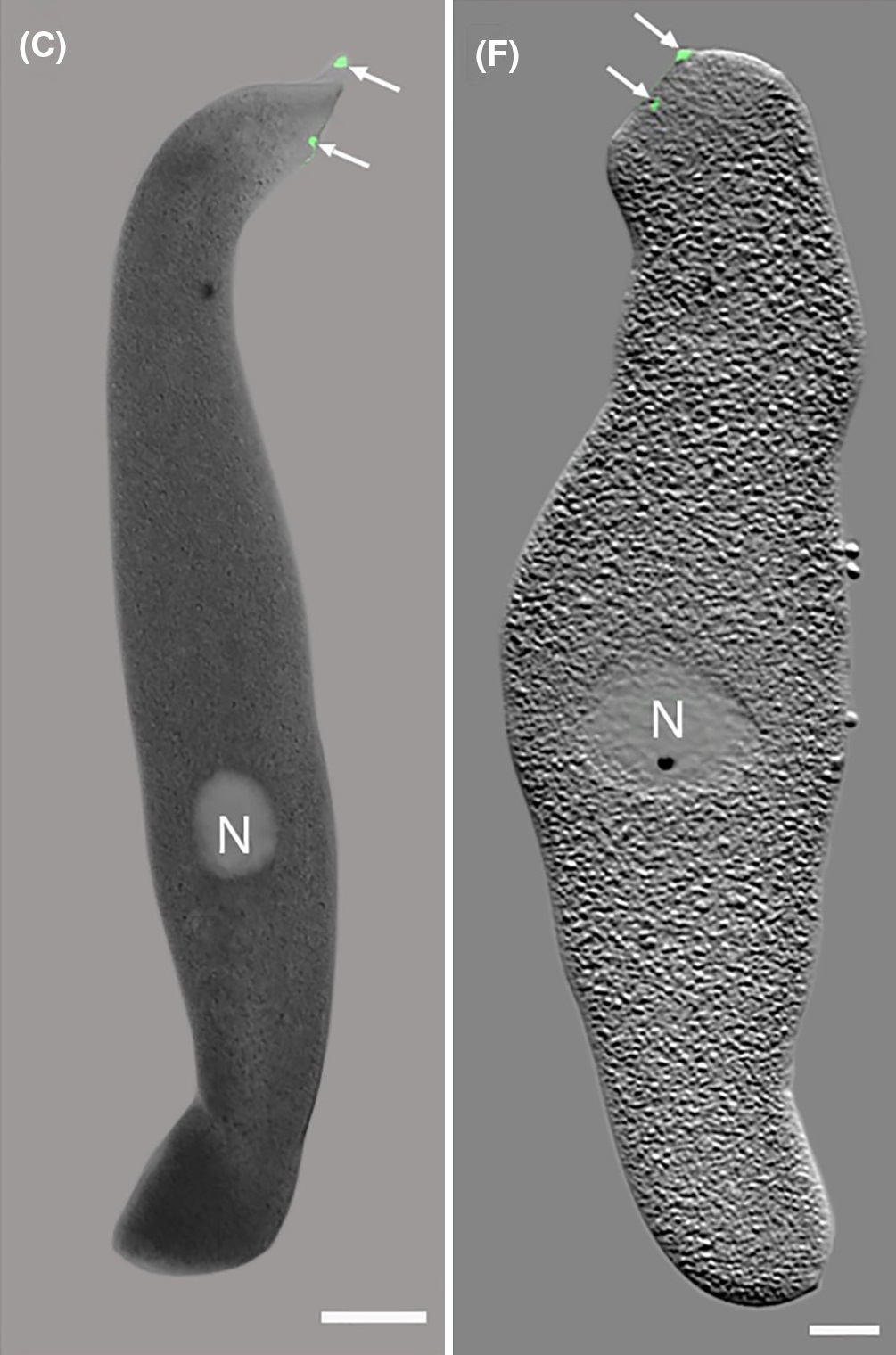
Die Kombination verschiedener Bildgebungsverfahren zeigt zwei Körperchen (engl. distinct bodies) in den Trophozoiten (links dorsal, rechts ventral). N: Zellkern, Balken: 20 µm.
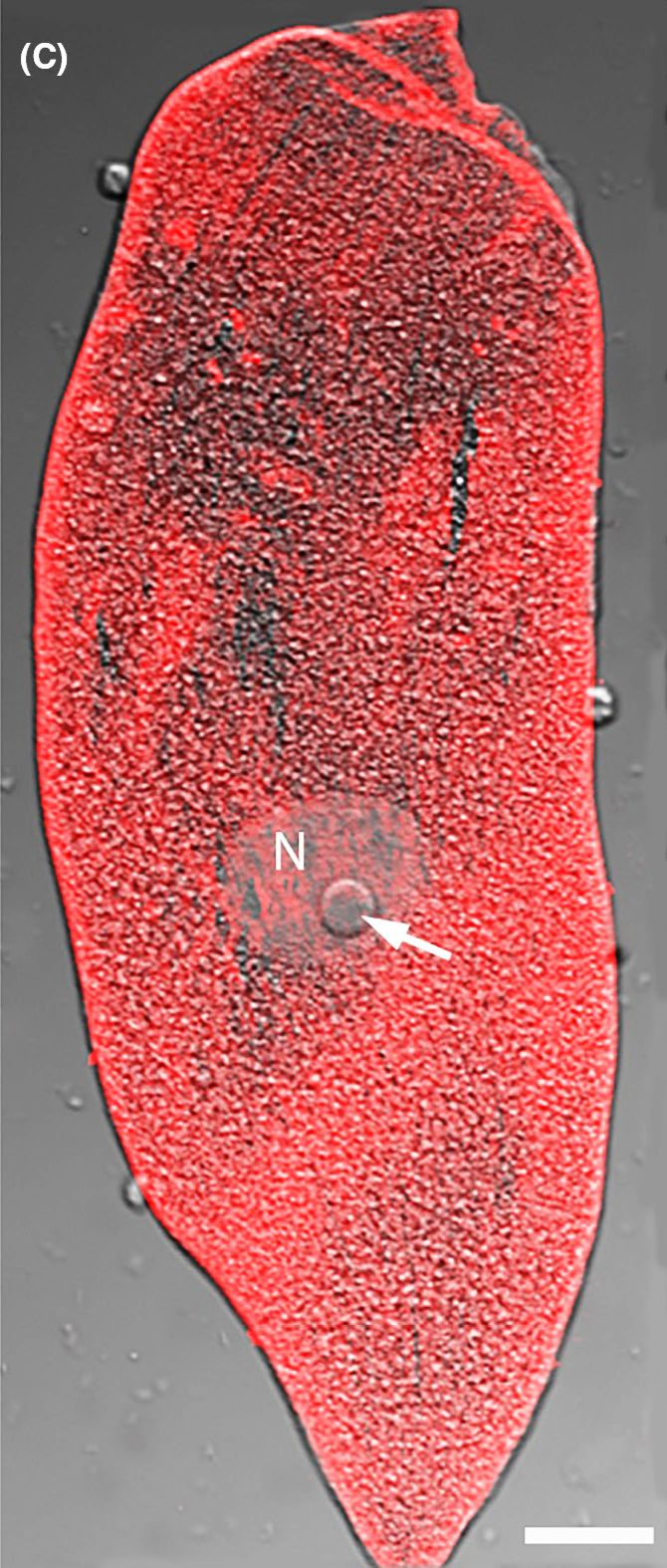
Aufnahme eines Trophozoiten, rot zeigt α-Tubulin an. N: Zellkern, Balken: 20 µm.
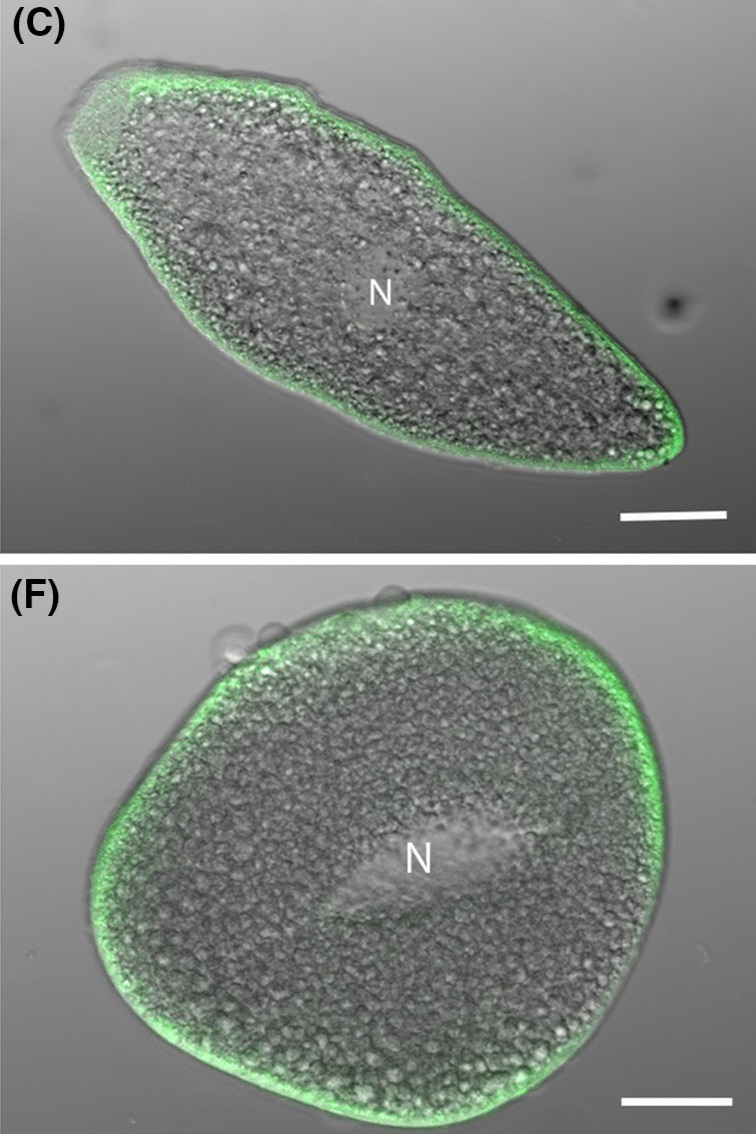
Konfokale LSM-Aufnahme von zweier verschieden gestreckter Trophozoiten, die vielen Mitochondrien grün gefärbt (unter der Zellmembran sitzend). Balken: 20 µm

## Digyalum
Digyalum ist eine Gattung mariner Alveolata, die von Koura et al. Anfang der 1990er Jahre mit einer einzigen Spezies Digyalum oweni erstbeschrieben wurde und von diesen Autoren ursprünglich als „aseptate Gregarine“ der Familie Selenidiidae Brasil, 1907 zugeordnet wurde.
Digyalum oweni wurde aus dem Darm der Strandschnecken-Art Littorina obtusata isoliert.
Von Anfang an war deutlich, dass sie eine für Gregarine ungewöhnliche Eigenschaft hat, indem dass die Falten auf der Zelloberfläche quer verlaufen und die Zellen zwei anteriore (vordere) beutelartige Vertiefungen aufweisen.
Die Gattung wurde von Janouškovec et al. 2019 nach weiteren Analysen von den Gregarinen abgetrennt und außerhalb der Apicomplexa, jedoch in verwandtschaftlicher Nähe zu ihnen angesiedelt. Inzwischen ist klar, dass sie zu der bereits bestehenden und ebenfalls in diesem Bereich befindlichen Ordnung Squirmida gehört.

### Beschreibung
Die einzige Spezies und Typusart Digyalum oweni ist ein den Parasit im Darm einiger Arten der marinen Strandschnecken-Gattung Littorina. Das vordere Anheftungsorgan (Mucron) besteht aus einem Ring von Lappen (englisch lobes) plus einem Ring aus körnigem (granularem) Material, der in die Spitze der Wirtsdarmzelle eingebettet wird.
Die Wirtszelle wird zwar in gewissem Maße geschädigt, doch beschränkt sich dies auf die Anheftungsstelle, ansonsten scheint der Parasit der Schnecke nicht wesentlich zu schaden.
Neben der Anheftung des Parasiten an seinem Wirt spielt das Mucron möglicherweise auch eine Rolle bei der Ernährung und als Mikrotubuli-Organisationszentrum.